# Peperomia schiedei
Peperomia schiedei är en pepparväxtart som beskrevs av C. Dc.. Peperomia schiedei ingår i släktet peperomior, och familjen pepparväxter. Inga underarter finns listade i Catalogue of Life.